# Моко (гора)
Моко (порт. Môco, также порт. Morro do Môco, Serra do Môco) — гора в Анголе.
Гора Моко находится в центральной части Анголы, в провинции Уамбо, северо-восточнее её административного центра, города Уамбо. Является частью горного плато Бие. Высота Моко составляет 2619 метров, что делает её высочайшей вершиной Анголы.